# Guéza Mahaman
Guéza Mahaman (auch: Géza, Guéza, Guéza Mahamane) ist ein Dorf in der Landgemeinde Gaffati in Niger.

## Geographie
Das von einem traditionellen Ortsvorsteher (chef traditionnel) geleitete Dorf befindet sich rund elf Kilometer nordöstlich des Hauptorts Gaffati der gleichnamigen Landgemeinde, die zum Departement Mirriah in der Region Zinder gehört. Zu weiteren Siedlungen in der Umgebung von Guéza Mahaman zählen Bargouma und  Bourbourwa im Nordwesten, Albarkaram und Kirchia im Nordosten, Toumbala, Garin Koublé und Zermou im Osten sowie Chiya Mala und Chiya Habou im Südwesten.
Guéza Mahaman liegt am Fuß des Baban Doutchi, einer langen Quarzit-Hügelkette. Es herrscht das Klima der Sahelzone vor, mit einer durchschnittlichen jährlichen Niederschlagsmenge zwischen 300 und 400 mm.

## Geschichte
Die französische Kolonialverwaltung machte Guéza Mahaman Anfang des 20. Jahrhunderts zum Hauptort eines Kantons. Der Kanton Guéza wurde 1924 aufgelöst und sein Gebiet dem Kanton Gaffati angeschlossen.
Als Reaktion auf einen Meningitis-Ausbruch im Departement Mirriah Anfang 2021 wurden in den Dörfern Guéza Mahaman und Dineye Impfzentren eingerichtet, in denen 17.577 Kinder im Alter von 1 bis 14 Jahren gegen Meningitis geimpft wurden.

## Bevölkerung
Bei der Volkszählung 2012 hatte Guéza Mahaman 1607 Einwohner, die in 253 Haushalten lebten. Bei der Volkszählung 2001 betrug die Einwohnerzahl 1272 in 237 Haushalten und bei der Volkszählung 1988 belief sich die Einwohnerzahl auf 1073 in 159 Haushalten.

## Wirtschaft und Infrastruktur
Beim Centre de Formation aux Métiers de Guéza Mahaman (CFM Guéza Mahaman) handelt es sich um ein Berufsausbildungszentrum.

## Persönlichkeiten
- Abdou Daouda (1959–2009), Politiker